# Cephonodes picus
Cephonodes picus is een vlinder uit de familie van de pijlstaarten (Sphingidae). De wetenschappelijke naam van de soort werd in 1777 gepubliceerd door Pieter Cramer.